# Lamprempis tuberifera
Lamprempis tuberifera är en tvåvingeart som beskrevs av Mario Bezzi 1905. Lamprempis tuberifera ingår i släktet Lamprempis och familjen dansflugor. Inga underarter finns listade i Catalogue of Life.